# Melamin
| Melamin |                                                                                    |
| |                                                                                    |
| \| \| \| |                                                                                    |
| IUPAC-név | 1,3,5-triazin-2,4,6-triamin                                                        |
| Más nevek | 2,4,6-triamino-sz-triazin cianuramid cianurotriamid cianurotriamin triaminotriazin |
| Kémiai azonosítók                                                                                               |                                                                                    |
| CAS-szám | 108-78-1                                                                           |
| PubChem | 7955                                                                               |
| ChemSpider | 7667                                                                               |
| EINECS-szám | 203-615-4                                                                          |
| KEGG | C08737                                                                             |
| ChEBI | 27915                                                                              |
| SMILES | Nc1nc(N)nc(N)n1                                                                    |
| InChIKey | JDSHMPZPIAZGSV-UHFFFAOYSA-N                                                        |
| Beilstein | 124341                                                                             |
| Gmelin | 101433                                                                             |
| UNII | N3GP2YSD88                                                                         |
| ChEMBL | CHEMBL1231106                                                                      |
| Kémiai és fizikai tulajdonságok                                                                                 |                                                                                    |
| Kémiai képlet                                                                                                   | C3H6N6                                                                             |
| Moláris tömeg                                                                                                   | 126,12 g/mol                                                                       |
| Megjelenés | fehér, szilárd, kristályos                                                         |
| Sűrűség | 1574 kg/m³                                                                         |
| Olvadáspont | 350 °C                                                                             |
| Forráspont | szublimál                                                                          |
| Oldhatóság (vízben)                                                                                             | 3,1 g/dm³ (20 °C)                                                                  |
| Veszélyek |                                                                                    |
| EU osztályozás                                                                                                  | nincsenek veszélyességi szimbólumok                                                |
| R mondatok | (nincs)                                                                            |
| S mondatok | (nincs)                                                                            |
| LD50 | 3160 mg/kg (patkány, szájon át)                                                    |
| Ha másként nem jelöljük, az adatok az anyag standardállapotára (100 kPa) és 25 °C-os hőmérsékletre vonatkoznak. |                                                                                    |
| |                                                                                    |

A melamin egy nitrogéntartalmú, heterociklusos, aromás szerves vegyület. Elsősorban a műanyagiparban alkalmazzák.
A vegyületet Justus von Liebig nevezte el a melam  nevű vegyületről, az amin végződéssel kiegészítve. A melam név a görög melasz (μέλας = fekete, sötét színű) szóból származik.

## Előállítása
Előállítása ipari méretekben kalcium-ciánamidból történik. A kalcium-ciánamidból szénsavval vagy kénsavval ciánamidot szabadítanak fel, ezt alacsony hőmérsékleten való bepárlással nyerik ki. A ciánamidot enyhén lúgos oldatban (pH = 8-12), 50-80 °C-on dimerizálják, így diciándiamid képződik (képleteket lásd lejjebb). A diciándiamidot metanolos ammóniaoldatban, 160 °C-on, zárt térben hevítve egy tautomer vegyületen keresztül egy gyűrűs, trimer termék, a melamin képződik.

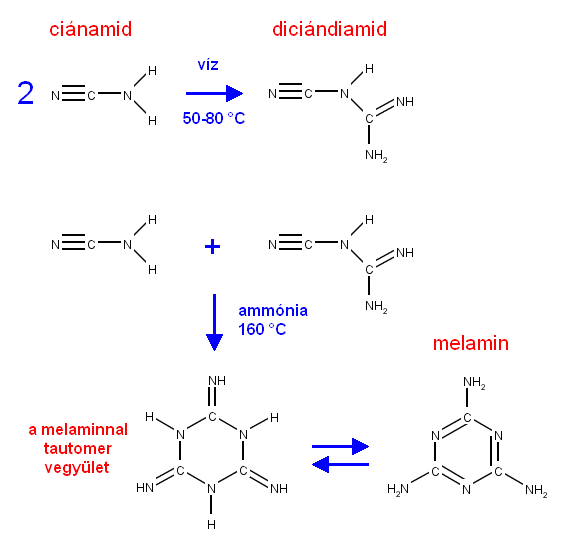
A melamin előállítása

## Felhasználása

### A műanyaggyártásban

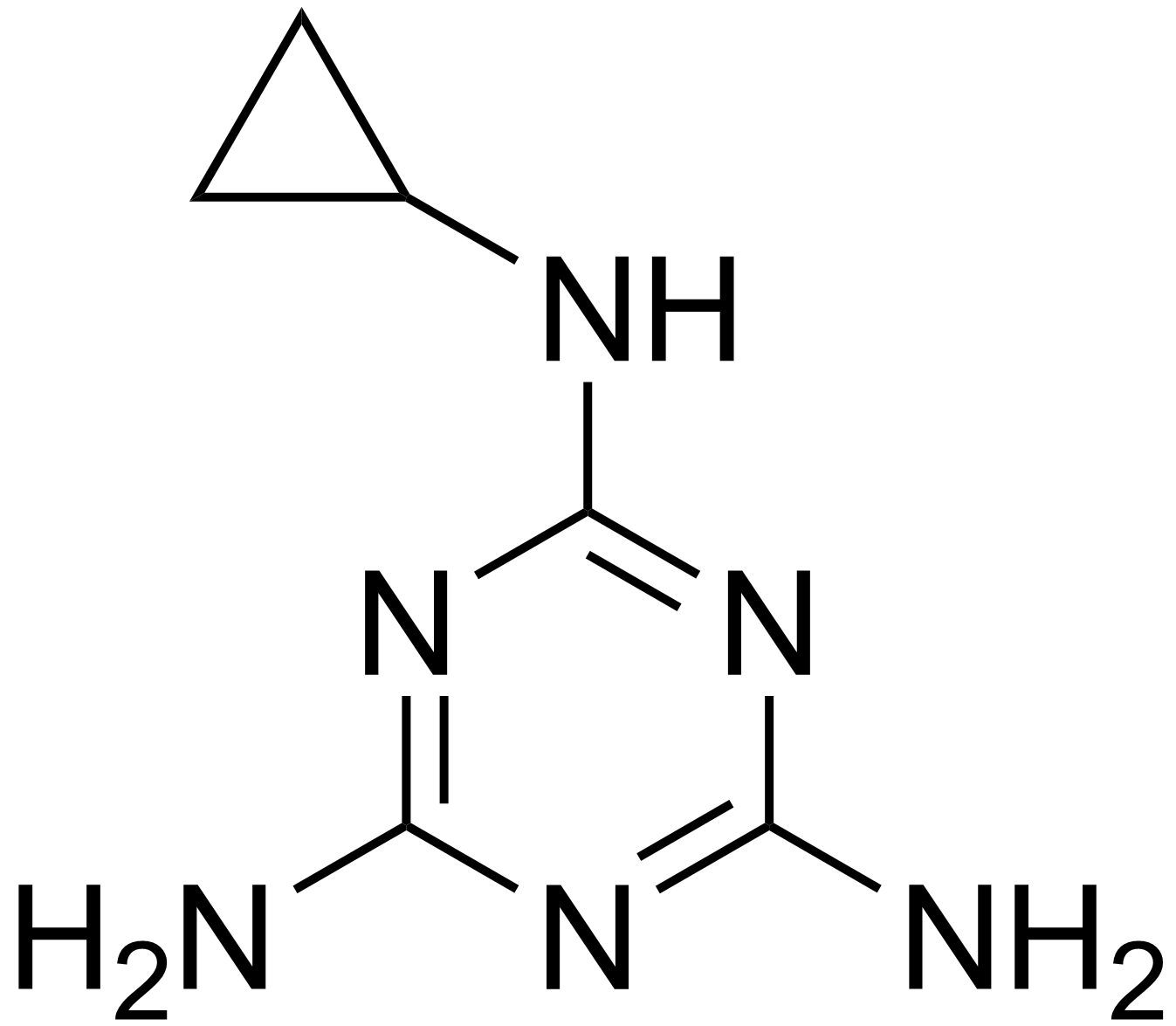
Ciromazinmolekula

A műanyagiparban a karbamidhoz hasonló tulajdonságai miatt formaldehidgyanták készítésére alkalmazzák. A gyártási folyamat során a melamint formaldehiddel reagáltatják. Az így nyert formaldehidgyanták hálózatos szerkezetű, hőre keményedő műanyagok. A bennük lévő szabad aminocsoportok (-NH2) könnyen reagálnak más vegyületek funkciós csoportjaival, pl. karboxil- (-COOH), hidroxil- -(OH) és amidcsoportokkal (-CONH-), így a melaminos formaldehidgyanta könnyen megkötődik más műanyagok felületén. E tulajdonságai miatt különféle műanyagok (pl. akrilátok, poliészterek, epoxigyanták) festésére használják.

### Rovarölőszerként
A melamin ciromazin nevű származékát rovarölőszerként használják, mivel akadályozza a rovarok vedlését és bebábozódását. A ciromazin melaminként beépül a növényekbe, így bekerül a táplálékláncba is. Az emberben nagy mennyiségben vesekövességet okoz, hosszú távú hatásai egyelőre ismeretlenek.